# Admontia blanda
Admontia blanda là một loài ruồi trong họ Tachinidae.